# Бранцовская, Фаня Беньяминовна
Фаня Беньяминовна Бранцовская (лит. Fania Brancovskaja, пол. Fania Brancowska), урождённая Йохелес (пол. Jocheles) (22 мая 1922 — 22 сентября 2024) — узница Вильнюсского гетто и член Объединенной партизанской организации, действовавшей в годы Великой Отечественной войны.

## Биография

### Ранние годы и война
Файге Йохелес родилась 22 мая 1922 года в Каунасе. В 1927 году переехала в Вильно, где окончила гимназию. Происходила из светской семьи, но получила традиционное образование в школе с преподаванием на идише, с юных лет участвовала в еврейских политических молодежных движениях.
После начала Великой Отечественной войны и захвата немцами Вильнюса Фаня оказалась в гетто, где находилась в течение почти всего его существования с 6 сентября 1941 года по 24 сентября 1943 года. Отец, электромеханик по профессии, был брошен в концлагерь в Эстонию, где погиб в 1944 году незадолго до изгнания немецких войск. Мать и сёстры были увезены в концлагерь Кайзервальд под Ригой, позже их утопили в море ещё с группой узников. Сестра Ребекка погибла в концлагере Штуттгоф, дядя с семьёй был расстрелян в IX форте Каунаса. Дедушка и бабушка, жившие в Антакальнисе, были убиты в Понарах (предместье Вильнюса).
Во время войны Фаня стала членом Объединенной партизанской организации. 23 сентября 1943 года, когда уже началась ликвидация Вильнюсского гетто, она сумела сбежать в Рудницкую пущу (она же лес Руднинкай) и присоединиться к партизанскому отряду «Мститель», который создал ещё один узник Вильнюсского гетто и подпольщик — Абба Ковнер. В отряде она познакомилась со своим будущим мужем Михаил Максимович Бранцовский, с которым вернулась в июле 1944 года в Вильнюс, в освобождении от немцев которого принимала участие вместе с частями советской армии; оба они присутствовали на Параде Победы 1945 года в Москве. После войны в браке у Фани и Михаила родились две дочери. Сам Михаил Максимович был награждён медалью «Партизану Отечественной войны» I степени и орденом Отечественной войны II степени.

### После войны
Последующие годы Бранцовская посвятила жизнь тому, чтобы рассказать правду о Вильнюсском гетто и об участии евреев в партизанском движении против нацизма. Она помогала Илье Эренбургу и Василию Гроссману составить «Чёрную книгу» о преступлениях гитлеровцев против евреев-граждан СССР. Издательству книги препятствовали советские власти. До 1990 года Фаня работала школьным учителем, выйдя в тот год на пенсию (за 5 лет до этого не стало Михаила). В 1985 году была награждена орденом Отечественной войны II степени.
В начале 1990-х годов она в составе группы выживших в Холокосте занялась созданием музея Холокоста в Вильнюсе (ныне известен как «Зеленый дом»). В 2001 году в Вильнюсском университете был основан Вильнюсский институт идиша под руководством Довида Каца, а Фаня была назначена его библиотекарем. Институт проработал до 2018 года, проводя ежегодно летнюю конференцию, в которой участвовала Фаня, приводившая студентов к руинам партизанского лагеря в Руднинкае и рассказывавшая о Вильнюсе межвоенных лет и о партизанском сопротивлении. Вплоть до своего 99-летия она продолжала проводить экскурсии по местам, связанным с Вильнюсским гетто и партизанским движением. Также она была заместителем председателя Союза бывших узников гетто и концлагерей и активным членом Еврейской общины Литвы. Была героиней автобиографического документального фильма «Мы остались людьми».
В 2009 году Бранцовская была награждена рыцарским крестом ордена «За заслуги перед Федеративной Республикой Германия». В 2016 году она присутствовала на церемонии открытия памятника юным жертвам Холокоста в Вильнюсе. 16 февраля 2017 года указом Президента Литовской Республики Дали Грибаускайте была награждена рыцарским крестом ордена «За заслуги перед Литвой».
Фаня Беньяминовна Бранцовская скончалась 22 сентября 2024 года.

## Попытки уголовного преследования
В то же время литовские власти начали преследовать евреев-членов советского партизанского движения, пытаясь приравнять их действия к действиям нацистов. С лета 2006 года прокуратура Литвы вела активное расследование деятельности евреев-партизан, подозревая их в причастности к убийствам мирного населения Литвы и членов антисоветского националистического движения; среди подозреваемых была и Бранцовская.
В 2008 году генеральный прокурор Литвы потребовал допросить Бранцовскую: её вызвали в качестве свидетеля по делу об убийстве жителей деревни Канюкай (Конюхи), которое, по версии прокуратуры, было совершено советскими партизанами в 1944 году (29 января 1944 года было убито 40 жителей деревни, которых подозревали в сотрудничестве с немцами). Депутат Сейма Литвы Ритас Купчинскас утверждал, что среди причастных к убийству была и Бранцовская, однако Фаня Беньяминовна утверждала, что не участвовала в нападении на деревню и что её партизаны всегда воевали против нацистов, а не мирного населения. Представители еврейской общины Литвы и ряда других стран были возмущены обвинениями, выдвинутыми в адрес Бранцовской и других евреев-партизан.
Однако на вопрос историка Анны Краус о событиях в Канюкай Бранцовская отвечать отказалась, несмотря на то, что рассказала подробно ей о жизни в Вильнюсском гетто и даже о партизанском подполье. Согласно небольшому исследованию Краус, в деревне имели место столкновения с участием не только советских партизан, но и частей польской Армии Крайовой, литовских националистов и полицаев. В интервью А. Ступникову она рассказала, что деревня Конюхи имела вооружённую самооборону и не пропускала советских партизан, а обойти её было невозможно, поэтому еврейские партизаны «решили их успокоить». Сама Фаня Беньяминовна подтвердила, что в этой деревне была литовская пронемецкая власть, за что партизаны её и атаковали, но сама Бранцовская «лежала после операции» и в боях не участвовала. При этом она призывала не говорить плохо о поляках или литовцах, поскольку в каждой нации были порядочные люди и сволочи. С самой Бранцовской обвинения в итоге были сняты.
В 2009 году ряд литовских политиков выразили протест против награждения Бранцовской орденом «За заслуги перед Федеративной Республикой Германия»: среди выражавших протест был депутат Сейма Кястутис Масюлис, возглавлявший группу по межпарламентским связям с Германией. Он напомнил о том, что Бранцовская подозревалась в совершении убийств в деревне Канюкай. 11 марта 2017 года в Вильнюсе состоялось шествие националистических организаций (в том числе неонацистских), которые потребовали лишить Бранцовскую ордена «За заслуги перед Литвой», обвиняя её в причастности к убийствам членов литовского антисоветского сопротивления.

## Награды
- Орден Отечественной войны II степени (6 ноября 1985 года)[1]
- Рыцарский крест ордена «За заслуги перед Федеративной Республикой Германия» (2009 год) — за особые заслуги в деле примирения немцев и евреев в Германии[13]
- Рыцарский крест ордена «За заслуги перед Литвой» (2017)[12]